# Gouville
Gouville település Franciaországban, Eure megyében. Lakosainak száma 512 fő (2015). Gouville Le Roncenay-Authenay, Condé-sur-Iton, Les Essarts és Roman községekkel határos.

## Népesség
A település népességének változása:
| Lakosok száma | 168  | 253  | 300  | 240  | 300  | 481  | 500  | 532  | 545  | 512  |
|               | 1962 | 1968 | 1975 | 1982 | 1990 | 2006 | 2008 | 2011 | 2013 | 2015 |